# 상무 피닉스 (핸드볼)
문경 상무 피닉스 HC(Mungyeong Sangmu Phoenix Handball Club)는 대한민국 경상북도 문경시에 있는 핸드볼 선수단이다. 국군체육부대가 운영하는 남자 세미프로 핸드볼단이며, 1986년에 창단되었다.

## 2022년 시즌 선수 명단

### GK
- 김희수

### DF
- 김다빈
- 강석주
- 전민규
- 이학범
- 박순근

### PV
- 전진수

### FW
- 박동광
- 하무경

## 참고 문헌
- “스포츠지원포털 등록 현황”. 대한체육회.